# 유정 (패희왕)
패희왕 유정(沛釐王 劉定, ? ~ 95년)은 후한 중기의 황족으로, 패헌왕의 아들이다.

## 생애
원화 원년(84년), 유보의 뒤를 이어 패왕에 봉해졌다.
영원 7년(95년)에 죽어 시호를 희(釐)라 하였고, 아들 유정이 작위를 이었다.

## 출전
- 범엽, 《후한서》 권4 효화효상제기·권42 광무십왕열전

| 선대 아버지 패헌왕 유보 | 후한의 패왕 84년 - 95년 6월 병인일 | 후대 아들 패절왕 유정 |